# V.League 1 (2001/2002)
V.League 1 (2001/2002) – 19. edycja najwyższej piłkarskiej klasy rozgrywkowej w Wietnamie. W rozgrywkach wzięło udział 10 drużyn, grając systemem kołowym. Sezon rozpoczął się 2 grudnia 2001 roku, a zakończył 12 maja 2002 roku. Tytułu nie obroniła drużyna Sông Lam Nghệ An. Nowym mistrzem Wietnamu został zespół Cảng Sài Gòn. Tytuł króla strzelców zdobył Hồ Văn Lợi, który w barwach klubu Cảng Sài Gòn strzelił 9 bramek.
Po tym sezonie liga została powiększona z 10 do 12 drużyn.

## Drużyny
| - Công An Hà Nội - Thừa Thiên Huế - Cảng Sài Gòn - SHB Ðà Nẵng – beniaminek - Nam Định FC | - Sông Lam Nghệ An - Công An Thành phố Hồ Chí Minh - Thể Công - Bình Định FC – beniaminek - Công An Hải Phòng |

## Tabela końcowa
|    | Klub                          | M  | Z | R | P | Br+ | Br- | Br+/- | Pkt | Uwagi                                              |
| 1  | Cảng Sài Gòn                  | 18 | 9 | 5 | 4 | 20  | 16  | +4    | 32  | Mistrz Azjatycka Liga Mistrzów 2006 – faza grupowa |
| 2  | Sông Lam Nghệ An              | 18 | 8 | 4 | 6 | 22  | 16  | +6    | 28  |                                                    |
| 3  | Công An Thành phố Hồ Chí Minh | 18 | 7 | 5 | 6 | 25  | 20  | +5    | 26  |                                                    |
| 4  | Bình Định FC                  | 18 | 7 | 5 | 6 | 13  | 12  | +1    | 26  |                                                    |
| 5  | Nam Định FC                   | 18 | 6 | 7 | 5 | 21  | 20  | +1    | 25  |                                                    |
| 6  | SHB Đà Nẵng                   | 18 | 6 | 6 | 6 | 14  | 14  | 0     | 24  |                                                    |
| 7  | Thể Công                      | 18 | 6 | 5 | 7 | 16  | 16  | 0     | 23  |                                                    |
| 8  | Công An Hà Nội                | 18 | 5 | 6 | 7 | 19  | 22  | –3    | 21  |                                                    |
| 9  | Thừa Thiên Huế                | 18 | 6 | 3 | 9 | 17  | 24  | –7    | 21  | Baraż o utrzymanie                                 |
| 10 | Công An Hải Phòng             | 18 | 5 | 4 | 9 | 19  | 26  | –7    | 19  | Spadek                                             |

Źródło: RSSSF

## Baraż o utrzymanie
- 25 maja 2002, Thừa Thiên Huế – LG Hà Nội ACB 0 – 1